# Juz
|  | Aquest article tracta sobre el juz alcorànic. Vegeu-ne altres significats a «Juz (desambiguació)». |

Un juz (de l'àrab جزء, juzʾ; plural أجزاء, ajzà, ajzāʾ, "part") és cadascuna de les 30 parts més o menys iguals en les quals és dividit l'Alcorà, el llibre sagrat de l'islam. Aquesta divisió permet que durant el mes de ramadà, en què cada nit es fa una pregària especial (tarawih) que inclou una d'aquestes parts, es pugui llegir el llibre completament. Cada juz es divideix en dos grups (ahzab) i alhora cada grup (hizb) se subdivideix en quatre quarts.
El juz número 30, anomenat "juz Amma", conté les sures compreses entre la 78 i la 114, que són de les més curtes de l'Alcorà; es tracta del juz tradicionalment més recitat i memoritzat i el que s'ensenya generalment primer als nens.